# Jaume Pi-Sunyer i Bayo
Jaume Pi-Sunyer i Bayo (Barcelona, 3 de setembre de 1903 - Nova York, 12 de maig de 2000) fou un metge i investigador català, exiliat del franquisme. Fill d'August Pi i Sunyer i germà de Pere Pi-Sunyer i Bayo i Cèsar Pi-Sunyer i Bayo. Va ser un dels iniciadors dels estudis sobre nutrició des del punt de vista de la Fisiologia.

## Biografia
Es llicencià en medicina a la Universitat de Barcelona el 1925 i es doctorà a la Universitat de Madrid el 1929 amb la tesi: "Los procesos de oxido-reducción de los tejidos". Va fer estudis postgraduat a les Universitats de Harvard i Yale (1927-1934), i també amb John Farquhar Fulton a París i amb Eugène Gley a Lausana i Berlín.
De 1931 a 1933 fou professor de Fisiologia a la Universitat Catòlica de Santiago de Xile. En 1933 va tornar a Barcelona, on treballà com a investigador sobre temes de nutrició i respiració cel·lular a l'Institut de Fisiologia de Barcelona, donà classes d'història de la medicina, col·laborà a Monografies Mèdiques i traduí la "Introducció a l'estudi de la medicina experimental" de Claude Bernard. El 1935 va opositar a la càtedra de fisiologia de la Universitat de Granada, però no la va obtenir. Sí que assolí en febrer de 1936 la de la Universitat de Santiago de Compostel·la. Tanmateix, l'esclat de la guerra civil espanyola farà que sigui adscrit a la Universitat de Barcelona.
En acabar la guerra s'exilià cap a Mèxic on exercí com a professor de l'Escola Nacional de Ciències Biològiques de la UNAM de 1940 a 1943, i fou membre del Col·legi de Mèxic. Va publicar una quinzena de treballs i col·laborà amb els organismes de la República espanyola en l'exili. El 1943 es traslladà als Estats Units, instal·lant-se a Nova York. De 1944 a 1947 fou director mèdic dels Laboratoris Offman Laroche, i de 1947 a 1968 als Laboratoris Winthrop. Fou membre de la Reial Acadèmia de Medicina de Catalunya i el 1970 va participar en el I Congrés d'Història de la Medicina Catalana. Morirà a Nova York el maig de 2000.

## Obres
- Curso práctico de fisiologia (1932)
- Antonio Gimbernat (1936)
- Las bases fisiológicas de la alimentación (1940)
- El pensamiento vivo de Claude Bernard (1944)